# 中田耕治

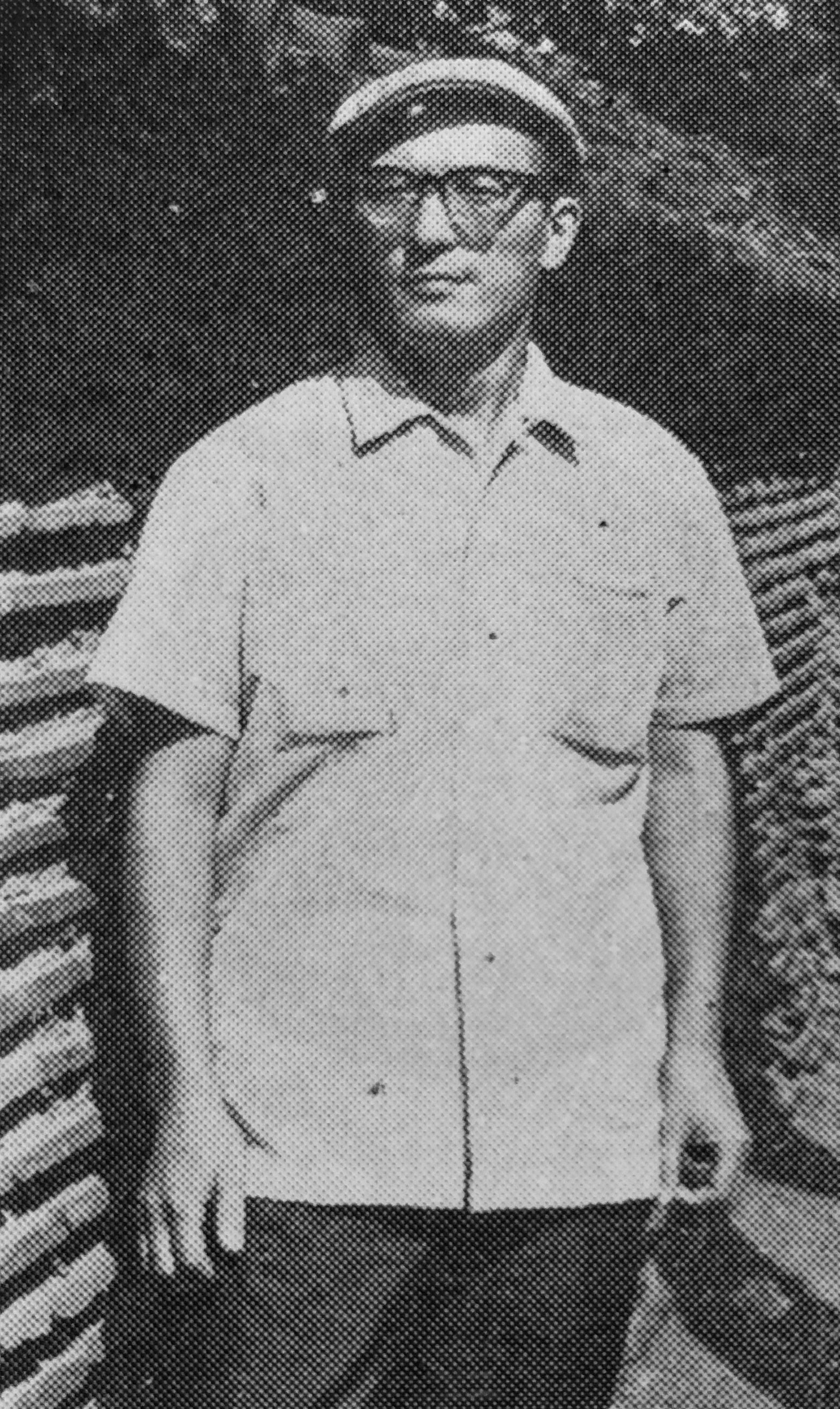
中田耕治（1964年）

中田 耕治（なかだ こうじ、1927年11月5日 - 2021年11月26日）は、日本の評論家、小説家、翻訳家、演出家。

## 来歴
東京市大森区生まれ。明治大学文学部英文科卒。在学中の1946年より『近代文学』への投稿を始め、「戦後派」の最も若い批評家として注目を集める。初期評論はのちに『怪蛇（バジリスク）の眼』（1975年）にまとめられている。
1956年、「俳優座」養成所の講師として、戯曲論、アメリカ演劇研究などを講義し、やがて「青年座」などで演出にあたる。
1958年、アメリカ版『MANHUNT』誌の日本語版として創刊された雑誌『マンハント』に翻訳スタッフとして参加。同誌は創刊号で「珍訳誌、超訳誌」を宣言しており、中田も原文に縛られない自在な「超訳」を披露した。後に中田は当時を振り返って「（『マンハント』は）文体の修練の場だった。確実にぼくの一部分が培われたと思う。スタイリストの都筑道夫に負けたくなかったので、独自の文体をつくろうとした」と語っている。
1961年、ハードボイルド小説『危険な女』で小説家デビュー。和製ハードボイルドの多くが社会派的要素を取り入れることに腐心していた中、アメリカ流のハードボイルド・タッチに彩られた本作は当時としては異彩を放っていた。なお、初期ハードボイルド作品は「中田耕治ハードボイルド・シリーズ」（三一書房）全6巻に収録されている。
1962年、劇団「鷹の会」を結成。以後、14本の芝居を演出。1963年、『ボルジア家の人々』で第5回近代文学賞を受賞。
1969年、澁澤龍彦編集の『血と薔薇』に評伝「ド・ブランヴィリエ侯爵夫人」を発表。作家として大きく転換し、歴史を彩った女性達の評伝を手がけるようになった。『ルクレツィア・ボルジア』（1975年）、『メディチ家の人々』（1975年）、『メディチ家の滅亡』（1983年）などが大きな山系を形作っている。フランスの演劇人を描いた『ルイ・ジュヴェとその時代』（2000年）は評伝の代表作である。
2021年11月26日、心不全のため千葉市内の病院で死去。94歳没。

## 人物
- 早くから翻訳を手がけ、ミステリーではミッキー・スピレインの『裁くのは俺だ』やロス・マクドナルドの『人の死に行く道』など、ハードボイルド派の本邦紹介において重要な意義を持つ作品を担当した。新しいSFの紹介にも熱意をもち、アルフレッド・ベスター、フィリップ・K・ディック、シオドア・スタージョンなど多数を紹介した。
- 1963年に雑誌『宝石』に寄稿した「ハードボイルドは死滅する」（9月号）は、自らハードボイルド派でありながら和製ハードボイルドの可能性について否定的な立場を取っており、当時、論争を巻き起こした[注 3]。
- 一方で教育者としての一面もある。若くして「俳優座」養成所の講師として指導にあたったが、1960年代から大木直太郎（文学部教授。後年・名誉教授）の推挽で明治大学日本文学科の講師になり、「小説研究」を講義。1990年代に女子美術大学教授。ほかに翻訳学校バベルで翻訳家養成にあたり、多数の新人を登場させた。
- 早くからマリリン・モンローに注目し、日本で初めての評伝を書いたモンロー研究の第一人者でもある[4]。

## 著書
- 『危険な女』（河出書房新社） 1961
- 『異聞猿飛佐助』（東都書房） 1963、のち大陸文庫
- 『異聞霧隠才蔵』（東都書房） 1963、のち大陸文庫
- 『暁のデッドライン』（河出書房新社） 1964
- 『忍者アメリカを行く』（東都書房） 1966、のち大陸文庫
- 『異聞真田幸村』（東都書房） 1967、のち大陸文庫
- 『傷だらけの逃亡』（日本文華社） 1967
- 『大江戸どんふぁん』（東都書房） 1967
- 『真昼に別れの接吻を』（双葉社） 1967
- 『死角の罠』（桃源社） 1967
- 『ゼロ大陸 / サイゴン』（三一書房、中田耕治ハードボイルド・シリーズ） 1968
- 『夜は燃え昼は…』（桃源社） 1968
- 『異聞真田幸村 / 唐人お吉』（三一書房、中田耕治ハードボイルド・シリーズ） 1969
- 『江戸で夜だった』（三一書房） 1969
- 『怪蛇の眼』（創土社） 1970 - 評論集
- 『孤独な獣』（桃源社） 1970
- 『太陽と血と砂と』（桃源社） 1970
- 『江戸の恋人たち』（光風社書店） 1970
- 『ド・ブランヴィリエ侯爵夫人』（薔薇十字社） 1971
- 『殺し屋が街にやってくる』（桃源社） 1971
- 『週末は死の恋人』（桃源社） 1971
- 『青い薔薇：性の倒錯ヴァリエイション』（新評社） 1972
- 『エロスの星の下に』（桃源社） 1972
- 『ソウルフル・サーカス』（昭文社出版部） 1973
- 『剣と恋の砦』（桃源社） 1974
- 『ハウハウ受験英語塾』（二見書房、サラ・ブックス） 1975
- 『ルクレツィア・ボルジア』（集英社） 1975、のち文庫
- 『私のアメリカン・ブルース』（南窓社） 1977
- 『艶笑コレクション：面白さ品質保証：古今東西小咄集』（日本ジャーナルプレス新社） 1978
- 『異聞沖田総司：ひとりぼっちのあいつ』（桃源社） 1979、のち大陸文庫
- 『誘惑』（現代書林） 1979
- 『メディチ家の人びと：ルネサンスの栄光と頽廃』（集英社） 1979、のち河出文庫、講談社学術文庫
- 『中田耕治のコージー・コーナー』（大和美術印刷出版部） 1979
- 『裸婦は裸婦として：人間ピカソ』（サンケイ出版） 1982
- 『メディチ家の滅亡』（青土社） 1983、のち河出文庫
- 『60分で読める武将おもしろまじめ物語：とても同じ日本人とは思えない』（双葉社） 1984
- 『おお季節よ城よ：私のヴィタ・セクスアリス』（オール出版） 1990
- 『マリリン・モンロー論考』（青弓社、中田耕治コレクション1） 1991
- 『ルネサンスの肖像』（青弓社、中田耕治コレクション2） 1992
- 『異端作家のアラベスク』（青弓社、中田耕治コレクション3） 1992
- 『エロス幻論』（青弓社、中田耕治コレクション4） 1994
- 『鞭打ちの文化史』（青弓社、中田耕治コレクション5） 1994
- 『ルイ・ジュヴェとその時代』（作品社） 2000
- 『五木寛之論：時の過ぎゆくままに』（響文社） 2004

### 編集
- 『推理小説をどう読むか』（三一書房） 1971
- 『マリリン・モンロー：ドキュメント』（三一書房） 1974
- 『娼婦へのレクイエム：娼婦小説アンソロジー』（白夜書房） 1981
- 『ファースト・ラブ：「初恋」小説集』（集英社、文庫コバルトシリーズ） 1982
- 『映画の小さな学校』（青土社） 1984

## 翻訳
- 『裁くのは俺だ』（ミッキー・スピレイン、早川書房） 1953、のち文庫
- 『ヴィアフラミニアの女』（アルフレッド・ヘイズ、早川書房） 1954
- 『持つことと持たざること』（ヘミングウェイ、荒地出版社） 1954
- 『人の死に行く道』（ジョン・R・マクドナルド、早川書房） 1954、のち文庫
- 『春の奔流』（ヘミングウェイ、河出文庫） 1955
- 『ヘミングウェイ短篇集』（ヘミングウェイ、北村太郎共訳、荒地出版社） 1955
- 『地獄の椅子』（ヘンリイ・ケイン、早川書房、世界探偵小説全集） 1955
- 『宇宙島へ行く』（アーサー・クラーク、銀河書房） 1955
- 『消えたロケット』（セント・ジョン、銀河書房、少年少女科学小説選集） 1956
- 『バーナーディーン』（メエリイ・チェーズ、白水社、現代海外戯曲） 1956
- 『戦争と平和』（レオ・トルストイ、早川書房） 1956
- 『犠牲者は誰だ』（J・R・マクドナルド、早川書房、世界探偵小説全集） 1956
- 『死体置場で会おう』（J・R・マクドナルド、早川書房、世界探偵小説全集） 1956
- 『非情の街』（トマス・B・デューイ、早川書房、世界探偵小説全集） 1957
- 『幸運の脚』（E・S・ガードナー、早川書房、世界探偵小説全集） 1957
- 『夜に目覚めて』（ブレット・ハリディ、早川書房、世界探偵小説全集） 1957
- 『ドノヴァンの脳髄』（カート・シオドマク、早川書房） 1957
- 『わが赴くは星の群』（アルフレッド・ベスター、講談社） 1958、のち改題『虎よ、虎よ!』ハヤカワ・SF・シリーズ、のちハヤカワ文庫SF277
- 『恐怖のブロードウェイ』（ディヴィッド・アリグザンダー、早川書房） 1958
- 『運命』（ロス・マクドナルド、早川書房、世界探偵小説全集） 1958
- 『ノエル：一少女の性の告白』（モード・ハッチンス、荒地出版社） 1959
- 『埋められた時計』（E・S・ガードナー、早川書房、世界ミステリシリーズ） 1959
- 『コール・ガール：一精神分析医の診断記録』（ハロルド・グリーンウォルド、荒地出版社） 1959
- 『宇宙の眼』（フィリップ・K・ディック、早川書房） 1959、のち文庫
- 『殺す者と殺される者』（ヘレン・マクロイ、創元推理文庫） 1959
- 『ゆがんだ罠』（ウィリアム・P・マッギヴァーン、創元推理文庫） 1960
- 『性文学をどう読むか』（クロンハウゼン、新潮社） 1960
- 『夜の恐怖』（ロバート・ブロック、早川書房、世界ミステリシリーズ） 1960
- 『麻薬密売人』（エド・マクベイン、早川書房） 1960、のち文庫
- 『ビッグ・マン』（リチャード・マーステン、創元推理文庫） 1960
- 『ギャルトン事件』（J・R・マクドナルド、早川書房） 1960
- 『悪徳警官』（W・P・マツギヴァーン、東京創元社、世界名作推理小説大系） 1961、のち創元推理文庫
- 『B.ガール』（フレドリック・ブラウン、東京創元社、世界名作推理小説大系） 1961
- 『恐怖の限界』（W・P・マッギヴァーン、創元推理文庫） 1961
- 『夜明け前の時』（シーリア・フレムリン、東京創元社） 1961
- 『わが名はアーチャー』（ロス・マクドナルド、早川書房） 1961
- 『マーティニと殺人と』（ヘンリイ・ケイン、早川書房） 1962
- 『虚栄の女』（W・P・マッギヴァーン、創元推理文庫） 1962
- 『ミーラ街18番地』（レオン・ユリス、新潮社） 1963
- 『虎よ、虎よ!』（アルフレッド・ベスター、早川書房） 1964（『わが赴くは星の群』を改題したもの）、のち文庫
- 『愛の家のスパイ』（アナイス・ニン、河出書房新、社人間の文学） 1966
- 『蝶々と戦車』（ヘミングウェイ、河出書房新社） 1966
- 『郵便配達は二度ベルを鳴らす』（ジェイムズ・M・ケイン、集英社、世界文学全集） 1967、のち文庫
- 『パパ・ヘミングウェイ』（A・E・ホッチナー、早川書房） 1967、のち文庫
- 『傷ついた平和』（エドナ・オブライエン、講談社） 1968
- 『紅はこべ』（オークシイ、筑摩書房、世界ロマン文庫1） 1969、のち河出文庫
- 『ビートルズ』（ハンター・デヴィス、小笠原豊樹共訳、草思社） 1969
- 『死の接吻』（アイラ・レヴィン、早川書房） 1970
- 『ポーノグラフィ論』（ダグラス・A・ヒューズ、研究社出版） 1971
- 『北回帰線からの手紙』（ヘンリー・ミラー、深田甫共訳、晶文社） 1972
- 『王様の空』（リチャード・バック、三笠書房） 1974
- 『マリリン・モンローの生涯』（フレッド・ローレンス・ガイルズ、集英社） 1974
- 『フッカーズ』（バーバラ・レイン、三笠書房） 1974
- 『秘戯』（カトリーヌ・リュシエール、フランス書院） 1975
- 『悪徳の報酬：極めて道徳的な物語』（ローラ・バーフォード、杉崎和子共訳、立風書房） 1975
- 『恐怖の1ダース』（レイモンド・チャンドラー他、編、出帆社） 1975、のち講談社文庫
- 『ウィンダミア卿夫人の扇』（オスカー・ワイルド、出帆社、オスカー・ワイルド全集4） 1976
- 『獣は鎖に繋げ!：緊急極秘指令：600万人殺戮の元凶アイヒマン生け捕り作戦』（イッサー・ハレル、読売新聞社） 1977
- 『恋人の秘密』（カトリーヌ・リュシエール、フランス書院） 1977
- 『家出娘』（ステファン・ルイス、二見書房） 1978
- 『愛に傷ついて』（エドナ・オブライエン、集英社文庫） 1978
- 『ヒトラーの裁判』（フィリップ・ヴァン・リント、双葉社） 1980
- 『ステイン・アライブ』（リアノー・フライシャー、集英社文庫） 1983
- 『非行少年』（S・E・ヒントン、集英社文庫） 1983
- 『アウトサイダー』（S・E・ヒントン、集英社文庫） 1983
- 『おれたちのレクイエム：続・アウトサイダー』（S・E・ヒントン、集英社文庫） 1983
- 『オーメン』（D・セルツァー、河出文庫） 1985
- 『第七の機密』（アーヴィング・ウォーレス、二見文庫） 1986
- 『女神 - マリリン・モンロー：“永遠のスター”の隠された私生活』（アンソニー・サマーズ、サンケイ出版） 1987
- 『危険な情事』（H・B・ギルモア、扶桑社） 1988
- 『魔犬の復讐：新シャーロック・ホームズ』（マイケル・ハードウィック、二見文庫） 1989
- 『ダムネーション・ゲーム』（クライヴ・バーカー、松本秀子共訳、扶桑社） 1991
- 『硝子の塔』（アイラ・レヴィン、扶桑社） 1993
- 『わが失われし街：スコット・フィッツジェラルド作品集』（スコット・フィッツジェラルド、響文社） 2003
- 『お梅さん』（オノト・ワタンナ、柏艪舎） 2011.6

### コナン・ドイル
- 『まだらの紐』（ドイル、集英社、世界の名作推理1） 1964
- 『グロリア・スコット号』（ドイル、集英社、世界の名作推理2） 1964
- 『シャーロック・ホームズの帰還 / 踊る人形』（ドイル、集英社、世界の名作推理3） 1964
- 『緋色の研究 / 恐怖の谷』（ドイル、集英社、世界の名作推理4） 1964
- 『四つの署名 / バスカーヴィルの犬』（ドイル、集英社、世界の名作推理5） 1964
- 『ある姫の失踪』（ドイル、集英社、世界の名作推理6） 1964
- 『シャーロック・ホームズ傑作選』（ドイル、集英社文庫） 1992